# Methylsubstituierte Benzole
| Methylsubstituierte Benzole   |                                |                                |                                |
| Benzol                        | Strukturformel Benzol          | Strukturformel Benzol          | Strukturformel Benzol          |
| Benzol                        | 6 °C                           |                                |                                |
| Benzol                        | 80 °C                          |                                |                                |
| Toluol C6H5(CH3)              | Struktur von Toluol            | Struktur von Toluol            | Struktur von Toluol            |
| Toluol C6H5(CH3)              | −95 °C                         |                                |                                |
| Toluol C6H5(CH3)              | 111 °C                         |                                |                                |
| Dimethylbenzole C6H4(CH3)2    |                                |                                |                                |
| o-Xylol                       | m-Xylol                        | p-Xylol                        |                                |
| −25 °C                        | −48 °C                         | 13 °C                          |                                |
| 144 °C                        | 139 °C                         | 138 °C                         |                                |
| Trimethylbenzole C6H3(CH3)3   |                                |                                |                                |
| Hemellitol                    | Pseudocumol                    | Mesitylen                      |                                |
| −25 °C                        | −44 °C                         | −45 °C                         |                                |
| 176 °C                        | 169 °C                         | 165 °C                         |                                |
| Tetramethylbenzole C6H2(CH3)4 |                                |                                |                                |
| Prehnitol                     | Isodurol                       | Durol                          |                                |
| −6,3 °C                       | −20 °C                         | 79,2 °C                        |                                |
| 205 °C                        | 197,9 °C                       | 196,8 °C                       |                                |
| Pentamethylbenzol C6H(CH3)5   | Struktur von Pentamethylbenzen | Struktur von Pentamethylbenzen | Struktur von Pentamethylbenzen |
| Pentamethylbenzol C6H(CH3)5   | 49–51 °C                       |                                |                                |
| Pentamethylbenzol C6H(CH3)5   | 231 °C                         |                                |                                |
| Hexamethylbenzol C6(CH3)6     | Struktur von Hexamethylbenzol  | Struktur von Hexamethylbenzol  | Struktur von Hexamethylbenzol  |
| Hexamethylbenzol C6(CH3)6     | 165,5 °C                       |                                |                                |
| Hexamethylbenzol C6(CH3)6     | 263,4 °C                       |                                |                                |

Die methylsubstituierten Benzole leiten sich vom Benzol ab, bei dem ein oder mehrere Wasserstoffatome durch eine Methylgruppe ersetzt werden. Auf diese Weise ergeben sich 12 verschiedene Verbindungen, die sich in Substitutionsgrad und Symmetrie voneinander unterscheiden. Diese Eigenschaften spielen hier die wesentliche Rolle und werden im Vergleich dargestellt.
Man unterscheidet nach der Anzahl der Methylgruppen und deren Position am Ring in:
- Toluol C6H5(CH3)
- Xylole C6H4(CH3)2, drei Strukturisomere (1,2-Xylol, 1,3-Xylol, 1,4-Xylol)
- Trimethylbenzole C6H3(CH3)3, drei Strukturisomere (Hemellitol, Pseudocumol, Mesitylen)
- Tetramethylbenzole C6H2(CH3)4, drei Strukturisomere (Prehnitol, Isodurol, Durol)
- Pentamethylbenzol C6H(CH3)5
- Hexamethylbenzol C6(CH3)6

## Eigenschaften

### Siedepunkte
Insgesamt erhöhen sich die Siedepunkte im Schnitt mit jeder hinzutretenden Methylgruppe um etwa 30 °C (80 – 111 – ⌀ 140 – ⌀ 170 – ⌀ 200 – 231 – 263). Die Siedepunkte der jeweiligen drei Isomere bei den Di-, Tri- und Tetramethylbenzolen liegen nah beieinander und unterscheiden sich innerhalb einer Gruppe um maximal 11 °C (Mesitylen/Hemellitol). Die Symmetrie spielt hier keine besondere Rolle.

### Schmelzpunkte
Bei den Schmelzpunkten kommt vor allem die Symmetrie zum Tragen. Zunächst ist ausgehend von Benzol zu Toluol ein deutliches Absinken des Schmelzpunktes um etwa 100 °C von +6 auf −95 °C festzustellen – durch das Einführen einer einzigen Methylgruppe in das hochsymmetrische Benzolmolekül.
Bei den Di-, Tri- und Tetramethylbenzolen sind das p-Xylol (C 2), das Mesitylen (C 3) und das Durol (C 2) die Vertreter mit der jeweils höchsten Symmetrie.
- Dimethylbenzole: Das p-Xylol, das die höchste Symmetrie aufweist, besitzt den höchsten Schmelzpunkt von 13 °C.
- Trimethylbenzole: Die Schmelzpunkte verhalten sich im Vergleich zu den Xylolen eher uneinheitlich. Der Schmelzpunkt verändert sich vom o-Xylol zum Hemellitol nur unwesentlich, vom m-Xylol zum Pseudocumol nur geringfügig. Ungewöhnlich ist das Mesitylen. Bei dem in dieser Gruppe höchstsymmetrischen Vertreter beträgt der Schmelzpunkt −45 °C und liegt damit sogar von allen drei Isomeren am niedrigsten.
- Tetramethylbenzole: Das Durol besitzt aufgrund seiner Symmetrie den höchsten Schmelzpunkt von 79,2 °C; es ist im Gegensatz zu den beiden anderen Isomeren ein Feststoff.
- Pentamethylbenzol ist ein Feststoff mit einem Schmelzpunkt bei 49–51 °C. Im Vergleich mit den Tetramethylbenzolen ist dieser aufgrund der niedrigeren Symmetrie niedriger als der von Durol mit 79,2 °C. Er liegt aber auch aufgrund des höheren Substitutionsgrades höher als der von Isodurol mit −20 °C und Prehnitol mit −6,3 °C.
- Hexamethylbenzol ist ein Feststoff; der Schmelzpunkt liegt bei 165,5 °C und ist damit der höchste der methylsubstituierten Benzole.

### Dichte
Die Dichte nimmt vom Benzol ausgehend in nur geringem Maß und unregelmäßigem Verlauf zu (0,88 – 0,87 – 0,88/0,86/0,86 – 0,89/0,88/0,87 – -/0,89/0,84 – 0,92 – 1,04).